# Martin Pfeiffer (Journalist)
Martin Pfeiffer (geb. in Franken) ist ein deutscher Journalist, der in Österreich tätig ist. Er ist Mitglied mehrerer rechtsextremer Vereinigungen und war von 2004 bis zu ihrer Einstellung 2018 Chefredakteur der rechtsextremen Zeitschrift Die Aula.

## Leben
Pfeiffer stammt aus Franken und studierte Jura an der Julius-Maximilians-Universität Würzburg. Als Student gehörte er der KDStV Gothia Würzburg, einer katholischen Studentenverbindung an, aus der er aber wieder ausschied. Mittlerweile ist Pfeiffer Alter Herr der Fachstudentenschaft Rugia Eisgrub zu Wien (ÖPR) und der Grazer akademischen Burschenschaft Marko-Germania (DB).
Ab 1999 war er Mitarbeiter der Wochenzeitung Zur Zeit von Andreas Mölzer in Wien. 2004 wechselte er nach Graz zur Zeitschrift Die Aula. Unter seiner Ägide wurde Die Aula äußerlich modernisiert. Seit 2010 ist er Vorsitzender der rechtsextremen Gesellschaft für freie Publizistik und stellvertretender Vorsitzender des Kulturwerks Österreich, seit 2012 Vorsitzender. Die GfP ist laut deutschem Verfassungsschutz die „größte rechtsextremistische Kulturvereinigung in Deutschland“ mit engen Kontakten zur deutschen NPD. Laut Spiegel ist eines der Hauptanliegen der Vereinigung die Streichung des § 130 StGB (Volksverhetzung) sowie die angeblich verzerrte oder falsche Geschichtsdarstellung den Nationalsozialismus betreffend zu korrigieren. Pfeiffer ist zudem Vorsitzender des Vereins „Kultur- und Zeitgeschichte – Archiv der Zeit e. V.“.
Das Dokumentationsarchiv des österreichischen Widerstandes konstatiert über die Arbeit Pfeiffers in der Aula: „Unter seiner Ägide ist seit Jahren eine neuerliche Zunahme von offenem Rassismus, Antisemitismus, Verschwörungstheorien, Revanchismus und Geschichtsklitterung in der Aula feststellbar.“ Laut Andreas Speit und Martin Langebach ist Pfeiffer einer „der wichtigsten Protagonisten im Spektrum der radikalen Rechten“ in Österreich.
2014 wurde er als Vortragender zum Stiftungsfest der Münchner Burschenschaft Danubia eingeladen. Er sollte zum Thema „Pro Patria – Die Aula: Freiheitliche Publizistik in Zeiten des Kampfes gegen Rechts“ vortragen, wurde jedoch kurz vorher als zu rechts wieder ausgeladen. Danubia-Vorstand Maximilian Reingruber sagte der Süddeutschen Zeitung, ihnen sei Pfeiffers Funktion bei der GfP nicht bewusst gewesen und es handele sich um „ein bedauerliches Versehen“. Die Grünen im Bayerischen Landtag stellten auch daraufhin eine Anfrage an die Staatsregierung (CSU) zu „Rechtsextremen Tendenzen in Bayerischen Burschenschaften“ (22. Januar 2016, Schriftstück 17/9235).
Nach Einstellung der Aula im Sommer 2018 war Pfeiffer im Oktober 2019 Herausgeber der Neuen Aula, von der nur eine Ausgabe erschien.
2020 wurde er mit der rechtshistorischen Arbeit „Die Praxis der Wehrmachtsgerichtsbarkeit an der Front und im Hinterland“ zum Dr. iur. promoviert. Das Werk wurde im Grazer Ares-Verlag publiziert.
Er war bis September 2019 Mitglied der FPÖ. Heute lebt er in Graz.

## Publikationen
- Die Praxis der Wehrmachtgerichtsbarkeit an der Front und im Hinterland. Ares Verlag, Graz 2020, ISBN 978-3-99081-067-5.